# Tamahú
Tamahú —o San Pablo Tamahú («San Pablo»: en honor su santo patrono, el Apóstol Pablo; «Tamahú», del choltí, «en medio de los amates» )— es un municipio en el departamento de Alta Verapaz, en las regiones conocidas como Franja del Polochic y "en" el Corredor Seco de la República de Guatemala.
Luego de la Independencia de Centroamérica en 1821, Tamahú fue asignado al Circuito de Cobán en el Distrito N.º5 (Verapaz) para la impartición de justicia por medio del entonces novedoso método de juicios de jurados.
Durante la época de la inmigración alemana a fines del siglo xix la familia Thomae se establecieron en Purulhá aprovechando las concesiones que les dieron los gobiernos liberales de Justo Rufino Barrios, Manuel Lisandro Barillas Bercián y José María Reina Barrios; tras su llegada a la Verapaz, Mauricio Thomae fue adquiriendo fincas en la región y en Tamahú específicamente se hizo de las fincas Comija en 1897 y Rocjá en 1902.  Durante el gobierno del general Jorge Ubico (1931-1944), la familia Thomae se consolidó como una de las más influyentes de la «Verapaz alemana», ya que Ubico había sido Jefe Político de la Verapaz durante el gobierno del licenciado Manuel Estrada Cabrera.
Tamahú está en la región conocida como Corredor Seco, y en 2008 cinco comunidades del municipio padecieron de sequía y falta de alimentos, debido a que los suelos se encuentra ya agotados y solamente producen con abono artificial.

## Toponimia
Muchos de los nombres de los municipios y poblados de Guatemala constan de dos partes: el nombre del santo católico que se venera el día en que fueron fundados y una descripción con raíz náhuatl; esto se debe a que las tropas que invadieron la región en la década de 1520 al mando de Pedro de Alvarado estaban compuestas por soldados españoles y por indígenas tlaxcaltecas y cholultecas. En algunos casos, la descripción está en el idioma nativo de la región.
Así pues, el topónimo «San Pablo» proviene de «San Pablo de Tarso»;  por otro lado, existen varias historias sobre el origen del topónimo de «Tamahú», aunque las más aceptadas son:
1. El término «Tamahú» tiene una obvia morfología choltí (hu es la palabra qeqchí para "amate" en choltí es «hun», de hecho, el pueblo también se conocía como «tamahun».[9] Además, en la cuenca baja del río Polochic, en tiempos tempranos de la época colonial se hablaba choltí. Que el pueblo haya sido conocido como «tamahun», indica que el término para "amate" en la Franja del Polochic cambió de hun a hu debido a estar en contacto continuo con qeqchí-hablantes. Tamahú significa "en medio de los amates".[4]
2. Provendría del nombre del cacique llamado «Tamakuan Cha», que gobernó la región en la época precolombina.
3. El topónimo «Tamahú» significaría «Pájaro Cautivo», debido a la situación topográfica donde se encuentra el municipio.[cita requerida]

## Geografía física

### Clima
Tamahú tiene clima tropical (Clasificación de Köppen: Af).
| Parámetros climáticos promedio de Tamahú | Parámetros climáticos promedio de Tamahú | Parámetros climáticos promedio de Tamahú | Parámetros climáticos promedio de Tamahú | Parámetros climáticos promedio de Tamahú | Parámetros climáticos promedio de Tamahú | Parámetros climáticos promedio de Tamahú | Parámetros climáticos promedio de Tamahú | Parámetros climáticos promedio de Tamahú | Parámetros climáticos promedio de Tamahú | Parámetros climáticos promedio de Tamahú | Parámetros climáticos promedio de Tamahú | Parámetros climáticos promedio de Tamahú | Parámetros climáticos promedio de Tamahú |
| Mes                                      | Ene.                                     | Feb.                                     | Mar.                                     | Abr.                                     | May.                                     | Jun.                                     | Jul.                                     | Ago.                                     | Sep.                                     | Oct.                                     | Nov.                                     | Dic.                                     | Anual                                    |
| ---------------------------------------- | ---------------------------------------- | ---------------------------------------- | ---------------------------------------- | ---------------------------------------- | ---------------------------------------- | ---------------------------------------- | ---------------------------------------- | ---------------------------------------- | ---------------------------------------- | ---------------------------------------- | ---------------------------------------- | ---------------------------------------- | ---------------------------------------- |
| Temp. máx. media (°C)                    | 24.4                                     | 25.7                                     | 27.1                                     | 28.1                                     | 28.0                                     | 26.2                                     | 26.7                                     | 26.5                                     | 25.8                                     | 24.8                                     | 24.2                                     | 20.9                                     | 25.7                                     |
| Temp. media (°C)                         | 18.6                                     | 19.4                                     | 20.9                                     | 22.1                                     | 22.5                                     | 22.3                                     | 21.8                                     | 21.9                                     | 21.8                                     | 21.1                                     | 20.0                                     | 18.9                                     | 20.9                                     |
| Temp. mín. media (°C)                    | 12.8                                     | 13.1                                     | 14.8                                     | 16.1                                     | 17.0                                     | 17.8                                     | 17.5                                     | 17.2                                     | 17.1                                     | 16.4                                     | 15.2                                     | 13.7                                     | 15.7                                     |
| Precipitación total (mm)                 | 84                                       | 68                                       | 67                                       | 77                                       | 189                                      | 393                                      | 361                                      | 269                                      | 371                                      | 279                                      | 145                                      | 91                                       | 2394                                     |
| Fuente: Climate-Data.org                 |                                          |                                          |                                          |                                          |                                          |                                          |                                          |                                          |                                          |                                          |                                          |                                          |                                          |

### Ubicación geográfica
Tamahú está prácticamente rodeado por municipios del departamento de Alta Verapaz:
- Norte: Cobán
- Sur: Purulhá, municipio de Baja Verapaz
- Este: Tucurú
- Oeste: Tactic
- Noroeste: Cobán[11]

| Noroeste: Cobán | Norte: Cobán                            |              |
| Oeste: Tactic   |                                         | Este: Tucurú |
|                 | Sur: Purulhá, municipio de Baja Verapaz |              |

## Gobierno municipal
Los municipios se encuentran regulados en diversas leyes de la República, que establecen su forma de organización, lo relativo a la conformación de sus órganos administrativos y los tributos destinados para los mismos.  Aunque se trata de entidades autónomas, se encuentran sujetas a la legislación nacional. Las principales leyes que rigen a los municipios en Guatemala desde 1985 son:
| N.º | Ley                                                | Descripción |
| --- | -------------------------------------------------- | --- |
| 1   | Constitución Política de la República de Guatemala | Tiene una regulación legal específica para los municipios en los artículos 253 al 262. |
| 2   | Ley Electoral y de Partidos Políticos              | Ley de carácter constitucional aplicable a los municipios en el tema de la conformación de sus autoridades electas. |
| 3   | Código Municipal                                   | Decreto 12-2002 del Congreso de la República de Guatemala. Tiene la categoría de ley ordinaria y contiene preceptos generales aplicables a todos los municipios, e inclusive contiene legislación referente a la creación de los municipios.             |
| 4   | Ley de Servicio Municipal                          | Decreto 1-87 del Congreso de la República de Guatemala. Regula las relaciones entra la municipalidad y los servidores públicos en materia laboral. Tiene su base constitucional en el artículo 262 de la constitución que ordena la emisión de la misma. |
| 5   | Ley General de Descentralización                   | Decreto 14-2002 del Congreso de la República de Guatemala. Regula el deber constitucional del Estado, y por ende del municipio, de promover y aplicar la descentralización y desconcentración económica y administrativa.                                |

El gobierno de los municipios de Guatemala está a cargo de un Concejo Municipal mientras que el código municipal —que tiene carácter de ley ordinaria y contiene disposiciones que se aplican a todos los municipios de Guatemala— establece que «el concejo municipal es el órgano colegiado superior de deliberación y de decisión de los asuntos municipales […] y tiene su sede en la circunscripción de la cabecera municipal». Por último, el artículo 33 del mencionado código establece que «[le] corresponde con exclusividad al concejo municipal el ejercicio del gobierno del municipio».
El concejo municipal se integra con el alcalde, los síndicos y concejales, electos directamente por sufragio universal y secreto para un período de cuatro años, pudiendo ser reelectos.
Existen también las Alcaldías Auxiliares, los Comités Comunitarios de Desarrollo (COCODE), el Comité Municipal del Desarrollo (COMUDE), las asociaciones culturales y las comisiones de trabajo. Los alcaldes auxiliares son elegidos por las comunidades de acuerdo a sus principios, valores, procedimientos y tradiciones, estos se reúnen con el alcalde municipal el primer domingo de cada mes. Los Comités Comunitarios de Desarrollo y el Consejo Municipal de Desarrollo tiene como función organizar y facilitar la participación de las comunidades priorizando necesidades y problemas.

## Historia
El poblado original fue fundado el 7 de diciembre de 1574 por los frailes Francisco de Viana, Lucas Gallego y Fray Guillermo.

### Tras la Independencia de Centroamérica
La constitución del Estado de Guatemala promulgada el 11 de octubre de 1825 estableció los circuitos para la administración de justicia en el territorio del Estado y menciona que el poblado de Tamahú —llamado entonces «Tamajú»— era parte del Circuito Cobán en el Distrito N.º5 (Verapaz) junto con el mismo Cobán, Carchá, Santa Cruz, San Cristóbal, San Joaquín, Santa Ana, Tucurú, Purulá, Chamiquín y San Juan Chamelco.

### Familia Thomae
Una de las familias alemanas más fuertes a fines del siglo xix fueron los Thomae, quienes se establecieron en Purulhá aprovechando las concesiones que les dieron los gobiernos liberales de Justo Rufino Barrios], Manuel Lisandro Barillas Bercián y José María Reina Barrios.  Las primeras fincas de Mauricio Thomae fueron:
| Año  | Finca       | Ubicación | Año  | Finca      | Ubicación |
| ---- | ----------- | --------- | ---- | ---------- | --------- |
| 1882 | Cubilgüitz  | Cobán     | 1889 | San Isidro | Purulhá   |
| 1897 | Comija      | Tamahú    | 1897 | Popabaj    | Tucurú    |
| 1900 | Nueve Aguas | Purulhá   | 1902 | Panzal     | Purulhá   |
| 1902 | Rocjá       | Tamahú    | 1902 | Paijá      | Tucurú    |
| 1905 | Chimox      | Tucurú    |      |            |           |

Durante el gobierno del general Jorge Ubico (1931-1944), Mauricio Thomae llegó consolidarse como uno de los terratenientes más influyentes de la Verapaz alemana junto a los Sarg, los Sapper y los Diesseldorf. Ubico había sido jefe político de Cobán durante el gobierno de veintidós años del licenciado Manuel Estrada Cabrera y se hizo amigo de varias familias alemanas, incluido Thomae.

### sigloXXI
Por su ubicación el Corredor Seco, Tamahú ha sido afectado por casos de desnutrición; en septiembre del 2008, cinco comunidades de Tamahú sufrieron escasez de alimentos, debido a la mala cosecha y la falta de fuentes de trabajo. De acuerdo a los vecinos, el problema se debe a que los suelos están agotados y ninguna cosecha se produce sin abono artificial, que está fuera del alcance de los pobladores.  Por otra parte, existen comunidades con difícil acceso, a pesar de esta a solamente quince kilómetros de la cabecera municipal, y en donde los bosques han sido talados para dar lugar a espacios para agricultura de subsistencia.
A pesar de esta situación, se reportan casos de corrupción municipal, como el descubierto el 18 de noviembre de 2016, en que el Ministerio Público, acusó al extesorero municipal Walter Andrés Lares Sancir de que del 1 de septiembre de 2008 al 15 de enero de 2009, habría emitido cuarenta y cuatro cheques por un total de un millón seiscientos setenta y tres mil quetzales de la cuenta única del tesoro de la Municipalidad de Tamahú; estos cheques fueron emitidos a nombre de varias personas, quienes los endosaron y a su vez los devolvieron a Lares Sancir.

### Asociación Estación Médica Tamahú (AEMT)
Luego de que Rigoberta Menchú obtuviera el Premio Nobel de la Paz en 1992 en conmemoración del V Centenario del Descubrimiento de América, y dadas las necesidades de la población en Tamahú, la peluquería Grimm, propiedad de Walter Grimm en Baden (Suiza), organizó una donación de sus ingresos para los primeros proyectos de ayuda en Tamahú, fundando así «Estación Médica Tamahú».  A partir de 1995, Grimm organizó espectáculos y desfiles de modas en Baden a beneficio de los pobladores del municipio y en 1996 se hizo un análisis del proyecto de la Estación Médica Tamahú por Isabella y Max Meyer-Andrieux. El proyecto fue reconocido por el gobierno de Guatemala en 2000 y se hace responsable de la misma. AEMT se concentra en nuevos proyectos, como por ejemplo la formación de comadronas y promotores de salud.
Los principales beneficios que ha obtenido el municipio por medio de la AEMT son los siguientes:
| Año     | Proyecto |
| ------- | --- |
| 2001    | La AEMT) es reconocida como institución caritativa por el gobierno de Guatemala, el cual la exonera del pago de impuestos.                                                                                             |
| 2005    | La facturación anual sobrepasa los seiscientos mil quetzales por primera vez y el total de los donativos de AEMT asciende a más de tres millones de quetzales                                                          |
| 2006    | - Proyecto de suministro de agua en La Libertad - Construcción de una extensión de la escuela en Sequib. - Adquisición de un terreno para el centro de formación de la Asociación de Comadronas y Promotores de Salud. |
| 2007/08 | Huertas familiares para promover la autosuficiencia. |
| 2008/09 | Concluyó la construcción del Centro de ACOPROS, el cual cuenta con farmacia, oficina, sala de reuniones y formación, y ambulatorio para mujeres.                                                                       |
| 2010    | - Suministro de agua en Concepción de María - El total de los donativos de AEMT asciendo a siete millones de quetzales.                                                                                                |
| 2011    | Suministro de agua en Sesarb, Santa Ana y Chipoclaj |
| 2012    | - Construcción y puesta en servicio del suministro de agua potable en Pantic - Construcción del sistema de agua potable en Naxombal y Panteón.                                                                         |
| 2014    | - Construcción y puesta en servicio de los tanques pluviales en Sesarb Sechaj. - Inicio de los trabajos del sistema de agua potable en Yuxilha.                                                                        |